# Chata Kordowiec
Chatka na Kordowcu (Chata Kordowiec) – nieistniejące prywatne sezonowe schronisko turystyczne, położone na podszczytowej polanie Kordowca (763 m n.p.m.) w Paśmie Radziejowej Beskidu Sądeckiego. Obiekt był czynny w weekendy lub po wcześniejszym uzgodnieniu terminu. Schronisko oferowało 12 miejsc noclegowych oraz możliwość rozbicia namiotu. Budynek jest zelektryfikowany oraz posiada bieżącą wodę i dwie łazienki. Goście mogli skorzystać z kuchni. Znajduje się na Kordowcu należącym do wsi Młodów w województwie małopolskim, w powiecie nowosądeckim, w gminie Piwniczna-Zdrój.
Obecnie jest to dom prywatny i nie oferuje usług turystycznych.

## Piesze szlaki turystyczne[3]
Główny Szlak Beskidzki na odcinku: Rytro – Kordowiec – Trześniowy Groń (995 m) – Wielki Rogacz (1182 m) – Radziejowa (1226 m)
 gminny do Rytra,
 gminny do Młodowa.